# Рудник (Горни Милановац)
Вижте пояснителната страница за други значения на Рудник.
Рудник е минно селище в Сърбия, Моравишки окръг, община Горни Милановац в Шумадия.
Селището разполага с хотел „Неда“, а нагоре в планината Рудник се разполага местността Шумска къща – приятно за отмора летовище.

## География
Намира се на 15 км северно от общинския център град Горни Милановац, непосредствено под едноименната Рудник (планина).
Според преброяването от 2011 г. има население от 1490 жители срещу 1706 души (2002) и 1811 души (1991).

## История
Рудник още преди Дежевското споразумение става монетарница на крал Стефан Драгутин, откъдето е емитиран и първият сръбски динар (на кирилица). В селището е имало саси, а и дубровнишка колония, подобно на други рударски и търговски центрове на Балканите.
Крепостта на близкия хълм Островица е била най-важното фортификационно съоръжение в така наречената Моравска укрепителна система. Именно оттам накъм Требине и Хум са се простирали владенията на Никола Алтоманович.
Рудник пада под османска власт през 1441 г. непосредствено след Ново бърдо в Косово. Крепостта над рудника е последното убежище на Ирина Бранкович, несправедливо наричана от народа Проклетата Ирина, понеже наложила невиждана ангария за построяването на Смедеревската крепост като последна опора за защита на тези земи от османците.
Рудник е административен център на едноименната община Рудник до нейното закриване и присъединяване към община Горни Милановац през 1965 г. В нея са влизали също следните села: Брезовица, Церова/о, Давидовица, Драгол, Крива река, Майдан (Меден), Мутан, Релинци, Рудник, Шилопай, Трудел, Угриновци, Варнице/а и Заграде.